# Wolfgang Strödter
Wolfgang Strödter, né le 5 avril 1948 à Bad Homburg vor der Höhe et mort le 4 juin 2021, est un joueur ouest-allemand de hockey sur gazon.

## Biographie
Wolfgang Strödter fait partie de l'équipe nationale ouest-allemande sacrée championne olympique aux Jeux d'été de 1972 à Munich. Il dispute aussi les Jeux olympiques d'été de 1976, terminant à la cinquième place.